# هاشم الرفاعي
هاشم الرفاعي (1353- 1378 هـ / 1935- 1959 م) شاعر مصري اسمه الحقيقي: سيد بن جامع بن هاشم بن مصطفى الرفاعي. اشتهر باسم جده «هاشم» لشهرته ونبوغه، وتيمنا بما عرف عنه من فضل وعلم وعرف بهذا الاسم وانطوى الاسم الحقيقي عنه.

## سيرته
ولد سيد بن جامع بن هاشم بن مصطفى الرفاعي في بلدة أنشاص (أنشاص الرمل) بمحافظة الشرقية بمصر. لأسرة.. التحق بمعهد الزقازيق الديني التابع للأزهر الشريف سنة 1366هـ/ 1947م، وحصل على الشهادة الابتدائية الأزهرية في عام 1951م، ثم أكمل دراسته في هذا المعهد وحصل على الشهادة الثانوية سنة 1375هـ/ 1956م، ثم التحق بكلية دار العلوم سنة 1374هـ/ 1955م، وقُتل قبل أن يتخرَّجَ سنة 1959م. 
له قصائد شعرية في هجاء وشكوى من حكام مصر ومن أجهزتهم الأمنية. من بين أعماله الشعرية قصيدته مخاطبا لعبد الناصر:
وكذلك قصيدته (قف في ربوع المجد وابك الأزهرا) في الشكوى من حالة الأزهر:

## نشأته
كان هاشم الرفاعي سليلاً لأسرة متدينة، وقد نشأ في بيت يُعنى بالعلم ويهتم بالتفقه في دين الله ويحرص على التربية الإسلامية، وكان والده جامع شيخا لإحدى الطرق الصوفية المنتشرة في مصر كما انه كان عالما من علماء الأزهر الشريف فكان له في الأزهر عمودا ياتى الطلبة لتلقى العلم منه ، التحق بمعهد الزقازيق الديني التابع للأزهر الشريف سنة 1947م وحصل على الشهادة الابتدائية الأزهرية في عام 1951م، ثم أكمل دراسته في هذا المعهد وحصل على الشهادة الثانوية سنة 1956م ثم التحق بكلية دار العلوم، ومن زملائه من أبناء الكلية الشاعر خالد محمد سليم، وقتل قبل أن يتخرج سنة 1959م.
بمثل هذا الحماس المتوقد كانت نفس هاشم الرفاعي تشتعل ثورة ضارية لم يستطع أن يكبتها، وأبت إلا أن تعلن عن نفسها في أكثر من موضع من شعره:
يا ثورة في ضلوعي *** وما لها من هجوعِ
إلام أقضي حياتي *** في ذلة وخضوعِ؟!
ظل الرفاعي هكذا حتى أشعلت ثورته ثورة أخرى عندما أُعلن عن قيام ثورة الضباط الأحرار في مصر بقيادة اللواء محمد نجيب الذي طرد الملك والإنجليز من مصر، واستقبل المصريون والعرب جميعاً هذه الثورة بالفرحة الغامرة، وكان للشاعر الحظ الأوفر من هذه الفرحة، فجاءت قصائده في الإشادة بالثورة وبقائدها نجيب تترى:

## مقتله
اغتيل هاشم الرفاعي وهو ابن الرابعة والعشرين من عمره، بعدما ترك ما يَزيد على 187 قصيدة شعريَّة جدَّدت في تناول القضايا الإسلاميَّة التي غابت عن المجال الأدبي في عصره. في أنشاص عام 1959، اتُّهِمَتْ بمقتله جهات أمنيَّة، قتل سنة 1959 وقد هجا الثورة وقال قصيدة جلاد الكنانة بعدما خاب امله في تحقيق ما قامت الثورة من اجله ومنها:
| هبني خدعت بكل ما زيفته عن سادة الأحزاب و الإخوان      |
| هل خان قائدنا نجيب عهدنا أم راح نهب الحقد و الأضغان؟  |
| لم يرض بالحكم انفرادا غادرا بعد العهود و بيعة الرضوان |
| أو كل شهم لا يطيق خداعكم أضحى لديكم خائن الأوطان ؟    |

## قصائده
- البراعم (1948)
- مجموعة نسيم البحر (1949) من 130 بيتا نسخها الشاعر بخطه، وقال في مقدمتها:

هذه أول جولة في عالم الشعر، استلهمت أبياتها من الأحداث والمناسبات فإذا كان هناك بعض الأخطاء، فذلك راجع إلى أنني لم أصل بعد إلى مرتبة الرقي في الشعر والسمو عن الأخطاء." قصائد المجموعة الأولى: صديقي، يوم النصر، ميلاد الرسول، آلام عاشق، أحزان، خيانة، صداقة، فلسطين (يقول عنها أنها باكورة شعره)، اليمن، صور ساخرة، حسرة وندم، إلى بطل قصة مأساة، ملل وضجر، تحية
- مصر الجريحة، الذكرى العطرة (1951)
- في ظلال الريف (1953)
- مصر بين احتلالين (1954)
- جلاد الكنانة، في الربيع، زفرة، جمال يعود من باندونج مع الثورة في ربقة القيد، سقوط ركن من أركان الطغيان، ذكريات عام ضائع، جمال ... رئيس الجمهورية، نواب الأمة (1954 - 1957)
- ديوان هاشم الرفاعي، حققه أخوه.

## وصلات خارجية
- قصائد هاشم الرفاعي على موقع أدب دوت كم
- إسلام أون لاين
- جمعية اقرأ
- موقع قصة الإسلام